# Aphylla exilis
Aphylla exilis är en trollsländeart som beskrevs av Belle 1994. Aphylla exilis ingår i släktet Aphylla och familjen flodtrollsländor. Inga underarter finns listade i Catalogue of Life.